# Chiesa del Patrocinio della Beata Vergine Maria
La chiesa del Patrocinio della Beata Vergine Maria è la parrocchiale di Beata, frazione di Pian Camuno in provincia di Brescia. Risale al XVIII secolo.

## Storia
La parrocchiale di Beata venne edificata nel 1747 e, all'inizio del XX secolo, venne ristrutturata. La dedicazione a Maria è legata alla lunga tradizione per il culto mariano nel bresciano iniziato almeno nel IV secolo.
Venne elevata a dignità parrocchiale nel 1922, ottenendo l'autonomia dalla chiesa di Sant'Antonio Abate di Pian Camuno.
Un intervento di restauro conservativo è stato realizzato alla fine del Novecento e si è concluso nei primi anni del XXI secolo.

## Descrizione
La chiesa è stata eretta nella frazione di Beata ed è orientata verso nord ovest. La facciata è suddivisa in due ordini verticalmente asimmetrici poiché nel secondo sono presenti lesene assenti nel primo. Il frontone curvilineo superiore mostra centralmente una parte affrescata che rappresenta la Madonna dell'Aiuto, mentre nel secondo ordine, ai lati della grande finestra centrale, due affreschi con immagini di santi.
La torre campanaria ha base quadrata ed è costruita in pietra a vista sino alla cella campanaria, è dotata di un orologio e si erge nella parte posteriore del corpo dell'edificio, verso sud est.
L'interno ha una sola navata con copertura a botte. Nella sala è presente un altar maggiore con altari laterali.